# Авранш

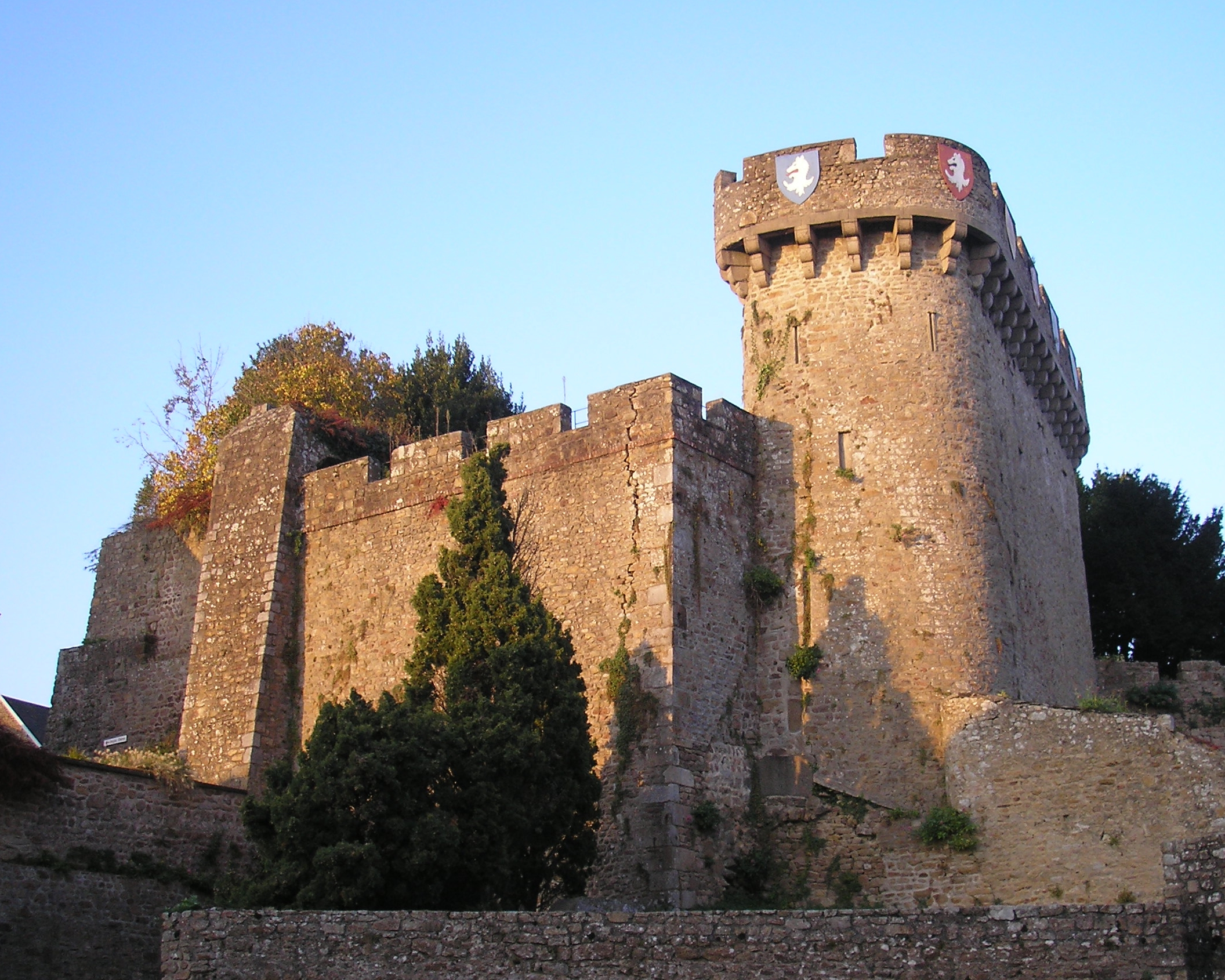
Замок у Авранші

Авра́нш (фр. Avranches) — муніципалітет у Франції, у регіоні Нормандія, департамент Манш, портове місто. Населення — 10 240 осіб (01.01.2021).

## Географія
Муніципалітет розташований на відстані близько 280 км на захід від Парижа, 95 км на південний захід від Кана, 55 км на південь від Сен-Ло.

### Клімат
| Клімат Авранша          | Клімат Авранша | Клімат Авранша | Клімат Авранша | Клімат Авранша | Клімат Авранша | Клімат Авранша | Клімат Авранша | Клімат Авранша | Клімат Авранша | Клімат Авранша | Клімат Авранша | Клімат Авранша | Клімат Авранша |
| Показник                | Січ.           | Лют.           | Бер.           | Квіт.          | Трав.          | Черв.          | Лип.           | Серп.          | Вер.           | Жовт.          | Лист.          | Груд.          | Рік            |
| Середній максимум, °C   | 8,3            | 9,5            | 12,3           | 14,4           | 18,3           | 21,4           | 24,0           | 24,1           | 21,2           | 16,5           | 11,7           | 9,2            | 15,9           |
| Середня температура, °C | 5,5            | 6,1            | 8,2            | 9,9            | 13,6           | 16,4           | 18,8           | 18,8           | 16,2           | 12,5           | 8,4            | 6,4            | 11,7           |
| Середній мінімум, °C    | 2,7            | 2,8            | 4,1            | 5,4            | 8,9            | 11,4           | 13,5           | 13,4           | 11,3           | 8,5            | 5,1            | 3,6            | 7,6            |
| Днів з опадами          | 11             | 10             | 10             | 9              | 10             | 7              | 6              | 6              | 8              | 10             | 11             | 12             | 110            |
| ----------------------- | -------------- | -------------- | -------------- | -------------- | -------------- | -------------- | -------------- | -------------- | -------------- | -------------- | -------------- | -------------- | -------------- |
| Джерело: www.yr.no      |                |                |                |                |                |                |                |                |                |                |                |                |                |

## Історія
Авранш розташований на пагорбі заввишки 104 метри, поблизу знаменитого монастиря Мон-Сен-Мішель, частина реліквій з яких виставлено у місцевому музеї. В античні часи іменувався Інґена (Ingena) і був центром галльського племені абрикантів. У Середньовіччі — резиденція віконтів Авранських. У 1172 р. англійський король Генрих Плантагенет публічно покаявся у вбивстві архієпископа Томаса Беккета в Авранському соборі (знесений 1794 р.) У 1639 р. Авранш став центром повстання «босоногих», які протестували проти надмірних податків. Взяття Авранша силами Джорджа Паттона було одним з ключових епізодів операції «Оверлорд».
1 січня 2019 року до Авранш приєднали колишній муніципалітет Сен-Мартен-де-Шам.

## Демографія
Динаміка населення (base Cassini de  l'EHESS pour les nombres retenus jusqu'en 1962, base Insee à  partir de 1968 (population sans doubles  comptes puis population municipale à  partir de 2006) ·  ):
Розподіл населення за віком та статтю (2006):
| Стать | Всього | До 15 років | 15-24 | 25-44 | 45-64 | 65-85 | Понад 85 |
| --- | ------ | ----------- | ----- | ----- | ----- | ----- | -------- |
| Чоловіки | 3660   | 544         | 548   | 1028  | 912   | 524   | 104      |
| Жінки | 4524   | 588         | 504   | 1076  | 1040  | 1080  | 236      |
| \| Статево-вікова піраміда \| Статево-вікова піраміда \| Статево-вікова піраміда \| \| ----------------------- \| ----------------------- \| ----------------------- \| \| Чоловіки \| Вік \| Жінки \| \| 104 \| 85 + \| 236 \| \| 88 \| 80-84 \| 324 \| \| 148 \| 75-79 \| 272 \| \| 164 \| 70-74 \| 252 \| \| 124 \| 65-69 \| 232 \| \| 180 \| 60-64 \| 184 \| \| 244 \| 55-59 \| 296 \| \| 228 \| 50-54 \| 280 \| \| 260 \| 45-49 \| 280 \| \| 204 \| 40-44 \| 288 \| \| 224 \| 35-39 \| 204 \| \| 256 \| 30-34 \| 208 \| \| 344 \| 25-29 \| 376 \| \| 300 \| 20-24 \| 260 \| \| 248 \| 15-20 \| 244 \| \| 172 \| 10-14 \| 228 \| \| 188 \| 5-9 \| 156 \| \| 184 \| 0-4 \| 204 \| |        |             |       |       |       |       |          |
| Статево-вікова піраміда |        |             |       |       |       |       |          |
| Чоловіки | Вік    | Жінки       |       |       |       |       |          |
| 104 | 85 +   | 236         |       |       |       |       |          |
| 88 | 80-84  | 324         |       |       |       |       |          |
| 148 | 75-79  | 272         |       |       |       |       |          |
| 164 | 70-74  | 252         |       |       |       |       |          |
| 124 | 65-69  | 232         |       |       |       |       |          |
| 180 | 60-64  | 184         |       |       |       |       |          |
| 244 | 55-59  | 296         |       |       |       |       |          |
| 228 | 50-54  | 280         |       |       |       |       |          |
| 260 | 45-49  | 280         |       |       |       |       |          |
| 204 | 40-44  | 288         |       |       |       |       |          |
| 224 | 35-39  | 204         |       |       |       |       |          |
| 256 | 30-34  | 208         |       |       |       |       |          |
| 344 | 25-29  | 376         |       |       |       |       |          |
| 300 | 20-24  | 260         |       |       |       |       |          |
| 248 | 15-20  | 244         |       |       |       |       |          |
| 172 | 10-14  | 228         |       |       |       |       |          |
| 188 | 5-9    | 156         |       |       |       |       |          |
| 184 | 0-4    | 204         |       |       |       |       |          |

## Економіка
2010 року серед 4913 осіб працездатного віку (15—64 років) 3485 були активними, 1428 — неактивними (показник активності 70,9%, у 1999 році було 72,6%). З 3485 активних мешканців працювало 3028 осіб (1522 чоловіки та 1506 жінок), безробітними було 457 (266 чоловіків та 191 жінка). Серед 1428 неактивних 445 осіб було учнями чи студентами, 500 — пенсіонерами, 483 були неактивними з інших причин.

У 2010 році в муніципалітеті числилось 3827 оподаткованих домогосподарств, у яких проживали 7146,0 особи, медіана доходів виносила 16 818 євро на одного особоспоживача